# Wanino (Pskow)
Wanino (russisch Ванино) ist ein Dorf (derewnja) in der Oblast Pskow im europäischen Teil Russlands.

## Lage
Wanino liegt am linken Ufer des Flusses Welikaja knapp 50 km Luftlinie südlich des Oblastverwaltungszentrums Pskow. Das Dorf befindet sich im Rajon Palkino und gehört zur Landgemeinde (selskoje posselenije) Nowoussitowskaja wolost. Das Rajonzentrum, die Siedlung städtischen Typs Palkino ist 17 km, der Verwaltungssitz der Wolost, das Dorf Nowaja Ussitwa etwa 6 km in nordwestlicher Richtung entfernt.
Straßenanbindung hat das nur aus wenigen Häusern bestehende Dorf über das benachbarte Puritschino in Richtung Nowaja Ussitwa, wo die Straße Isborsk – Palkino  – Ostrow verläuft, die den westlichen Zentralteil der Oblast zwischen den Fernstraßen A212 und M20 erschließt und unweit von Nowaja Ussitwa, flussabwärts von Wanino, die Welikaja mit der nächsten oberhalb von Pskow gelegenen Straßenbrücke kreuzt.
Die Grenze zu Lettland verläuft gut 20 km von Wanino entfernt.

## Söhne des Ortes
- Michail Minin (1922–2008), Kriegsveteran